# Маркантонио Мемо
Маркантонио Мемо (на италиански: Marcantonio Memmo) е 91–ви венециански дож от 1612 до смъртта си през 1615 г.

## Биография
Маркантонио Мемо е син на Джовани Мемо и Бианка Санудо. Родът Мемо принадлежат към старата аристокрация на Венеция, изместени от политиката от новите по-амбициозни и напористи семейства.
Въпреки това за изненада на новите фамилии, старата аристокрация осигурява твърда поддръжка за Мемо с 38 срещу 41 гласа и той е избран за дож на 24 юли 1612 г. Възрастен и вече болен още при избирането си, той управлява 3 години и умира на 31 октомври 1615 г.